# Pirátska strana - Slovensko
Pirátska strana - Slovensko (Piratenpartei – Slowakei, Kürzel Slovenskí Piráti, slowakische Piraten) ist eine slowakische Partei.

## Geschichte

### Als Nas Kraj
Die Partei wurde 2010 unter dem Namen Naš Kraj (Unsere Region) gegründet. Sie trat zur Nationalratswahl in der Slowakei 2012 an und erhielt 4.859 Stimmen (0,19 %).
Im November 2015 wurde die Partei vom Unternehmer Boris Kollár übernommen und in Sme rodina (Wir sind eine Familie) umbenannt. Nach zwei Wochen wurde sie in Vaš Kraj (Ihre Region) umbenannt, Kollar übernahm stattdessen die Strana občanov Slovenska und benannte diese in Sme rodina – Boris Kollár um.
2018 wurde Andrej Hryc Vorsitzender von Vas Kraj und trat zur Europawahl 2019 unter dem Namen Korektura – Andrej Hryc (kurz KAH) an. Auf die Partei entfielen 8.460 Stimmen (0,85 %).

### Als Piraten
Die Kandidatur von Hryc wurde von einer Gruppe um die Piraten Bratislava unterstützt, ursprünglich Ortsverband der Wählervereinigung Slovenská pirátska strana (Slowakische Piratenpartei). Nachdem sich Hryc aus der Politik zurückgezogen hatte, übernahmen die Piraten die Partei. Im November 2019 wurde der aktuelle Name offiziell angenommen. Die Partei wurde 2019 Mitglied der Pirate Parties International und ist Mitglied der Europäischen Piratenpartei (PPEU). Bei der Nationalratswahl in der Slowakei 2023 erhielt die Piratenpartei – Slowakei 9.358 Stimmen (0,31 %).